# Border Violence Monitoring Network
Border Violence Monitoring Network (BVMN) ist ein Zusammenschluss mehrerer in der Flüchtlingshilfe tätiger Organisationen mit dem Zweck, illegale Pushbacks an den EU-Außengrenzen und den Grenzen des Schengen-Raums zu dokumentieren sowie eine politische Interessenvertretung für betroffene Flüchtlinge zu schaffen. Die Organisation wurde im Jahr 2016 gegründet und ist vorrangig in Staaten der Balkanhalbinsel aktiv. Als Rechtsform dient der gemeinnützige Verein Rigardu e.V. mit Sitz in Deutschland.
Im Jahr 2018 zeichnete BVMN Videoaufnahmen von Pushbacks entlang der kroatisch-bosnischen Grenze auf, die online weit verbreitet wurden. Im Jahr 2019 meldete das Netzwerk 3.251 Pushbacks von Kroatien nach Bosnien und Herzegowina oder von Griechenland in die Türkei. Bis heute hat das BVMN über 1.387 Pushbacks aus 16 Ländern dokumentiert.

## Struktur
BVMN arbeitet innerhalb eines horizontalen Netzwerks von Mitgliedsgruppen. Die Mitglieder sind NGOs, Genossenschaften, Kollektive und Basisinitiativen aus dem Balkan, Polen, Frankreich, Griechenland und der Türkei. Die Mitglieder sitzen in einer offenen Versammlung und wirken jeweils in verschiedenen Arbeitsgruppen innerhalb von BVMN mit. Die folgenden Organisationen sind namentlich als Mitglieder aufgeführt, einige Mitglieder möchten jedoch anonym bleiben.
1. Blindspots
2. Collective Aid
3. Mobile Info Team
4. Rigardu eV
5. I Have Rights
6. Pushback Alarm Austria
7. Center for Legal Aid - Voice in Bulgaria
8. Mission Wings
9. We Are Monitoring
10. Legal Centre Lesvos
11. Infopark
12. Human Rights Observers

Nach eigenen Angaben arbeiten die beteiligten Organisationen hierarchiefrei zusammen. Es arbeiten fünf hauptamtliche Mitarbeiter für Border Violence Monitoring Network.

## Tätigkeitsfelder

### Dokumentation illegaler Push-Backs
Mitarbeiter von BVMN und Partnerorganisationen führen standardisierte vor-Ort-Interviews mit Migranten, die Opfer von Pushbacks wurden. Darin werden demografische Details der Betroffenen erhoben und involvierte Beamte dokumentiert sowie die Art der Misshandlung gegen Migranten festgehalten. Verletzungen werden fotografisch dokumentiert. Die Berichte und Fotos werden in einer Datenbank gesammelt und sind öffentlich einsehbar. Ziel ist es, die Systematik der Praktiken aufzuzeigen. Die gesammelten Daten werden durch BVMN ausgewertet, um Abläufe und Orte von Push-Backs nachzuvollziehen.

### Politische Interessenvertretung
Die Datenbank dient der Organisation als Grundlage für die politische Interessenvertretung. Politische Interessenvertretung findet insbesondere auf europäischer Ebene statt. Im Oktober 2020 hat BVMN gemeinsam mit Seawatch einen Bericht beim UN-Menschenrechtsausschuss eingereicht.

## Finanzierung
Die Finanzierung des Border Violence Monitoring Network basiert auf:
- Mittel aus Stiftungen und Zuschüssen
- Mitgliedsbeiträge aus dem BVMN-Rechtsrahmen Rigardu e.V.
- Spenden von BVMN-Unterstützern

Der Tätigkeitsbericht ist auf der Website des Rigardu e.V. öffentlich einsehbar.
BVMN erhält aktuell bzw. erhielt in der Vergangenheit Unterstützung von folgenden Stiftungen:
- Open Society Foundations[15]
- European Programme for Integration and Migration
- European Cultural Foundation
- Safe Passage Fund
- Sigrid Rausing Trust[16]
- The Fund for Global Human Rights
- Heinrich-Böll-Stiftung[17]
- Privacy International
- Pro Asyl[18]
- Brot für die Welt[19]
- Guerilla Foundation[20]
- Fondation Un Monde Par Tous
- The Global Whole Being Fund
- RiVolti ai Balcani[21]
- Front Line Defenders
- Freedom House

## Veröffentlichungen
Das BVMN veröffentlicht monatliche Berichte über aktuelle Pushbacks. Darin werden aktuelle Entwicklungen zum Thema zusammengefasst. Zusätzlich werden Spezialberichte zu bestimmten Themen veröffentlicht, beispielsweise Berichte über die Kriminalisierung von Flüchtlingshilfe, private Sicherheitsfirmen in Flüchtlingsunterkünften, Gewaltanwendung durch bosnische Polizisten oder die Teilhabe der griechischen Küstenwache an Pushbacks von Griechenland in die Türkei.

### Black Book of Pushbacks
Im Dezember 2020 veröffentlichte BVMN in Zusammenarbeit mit der Fraktion Die Linke im Europäischen Parlament das Black Book of Pushbacks, ein zweibändiges Werk, das die Erfahrungen von 12.654 Migranten dokumentiert, die in den vergangenen vier Jahren auf der Balkanroute Menschenrechtsverletzungen erlitten hatten. Bei der Buchvorstellung bezeichnete die deutsche Europaabgeordnete Cornelia Ernst die im Buch beschriebenen Vorfälle als „erinnernd an brutale Diktaturen“ und äußerte die Hoffnung, dass das Buch „dazu beitragen wird, diese Verbrechen zu beenden und die verantwortlichen Regierungen zur Rechenschaft zu ziehen“.

### Torture Report
Im Jahr 2020 veröffentlichte das BVMN einen 51-seitigen Bericht über den Einsatz von Folter und anderer unmenschlicher Behandlung bei Pushbacks. Dieser Bericht basierte auf 286 Aussagen von Migranten und Flüchtlingen. Zu den Ergebnissen des BVMN gehört, dass im Jahr 2020 90 % der befragten zurückgedrängten Migranten „irgendeine Form erniedrigender Behandlung oder Folter“ durch Grenzbeamte erlebten. Laut dem Bericht des BVMN ist die häufigste Form der Gewalt bei Pushbacks das Schlagen oder Treten von Migranten, einschließlich des Einsatzes von Hunden oder versuchter Lynchjustiz. Der Einsatz von Elektrowaffen wurde gegen 362 Personen gemeldet. 37 % der Migranten gaben an, zum Ausziehen gezwungen worden zu sein – fast eine Verdoppelung im Vergleich zu 2019. In einigen Fällen wurde die Kleidung der Migranten verbrannt, sodass sie nackt über die Grenze zurückgedrängt wurden, oder sie wurden nackt festgehalten. In 23 Prozent der Fälle handelte es sich um Drohungen mit Schusswaffen.

### Monthly Report
Das Border Violence Monitoring Network veröffentlicht jeden Monat einen Bericht, der die jüngsten Trends bei Pushbacks und andere wichtige Entwicklungen zusammenfasst. Der Bericht fasst Erfahrungsberichte aus verschiedenen Balkanländern, Polen, der Türkei und Frankreich zusammen und untersucht, wie EU-Staaten und andere Akteure die systemische Gewalt gegen Menschen an den Grenzen beeinflussen.

## Mediale Aufmerksamkeit
Mediale Aufmerksamkeit erregte BVMN zuerst im Dezember 2018, als es Videoaufnahmen von Pushbacks an der Grenze zwischen Bosnien und Herzegowina und Kroatien veröffentlichte. Das verdeckt gefilmte und anonym zugespielte Material galt als erster Beweis für Pushbacks an dieser Grenze und wurde in der ARD Tagesschau und den Tagesthemen ausgestrahlt, verschiedene internationale Medien berichteten ebenfalls. Die mediale Aufmerksamkeit veranlasste den kroatischen Innenminister Davor Božinović zu einer Stellungnahme, in der er die Vorwürfe vollständig abstreitet.
Investigative Recherchen der Organisationen im Sommer 2019 deuteten darauf hin, dass in einer Garage nahe der Stadt Korenica Flüchtende unter inhumanen Bedingungen festgehalten wurden. Mehrere Medien berichteten.
Im November 2019 veröffentlichte BVMN Berichte, nach denen ein Flüchtling in Kroatien, in der Nähe der slowenischen Grenze, von Beamten angeschossen wurde. In diesem Zusammenhang veröffentlichte BVMN auch eigene Erhebungen zum Waffengebrauch von kroatischen Polizeibeamten gegen Flüchtlinge. Obwohl diese Vorwürfe unbelegt sind, berichteten mehrere Medien über den Vorfall.
Kurze Zeit später erhob die Organisation Foltervorwürfe gegen die kroatische Polizei und belegte das mit Zeugenaussagen von betroffenen Flüchtlingen. Demnach sollen Polizisten in einem Folterkeller in der kroatischen Stadt Bajakovo Foltermethoden gegen Flüchtlinge angewandt haben. Medien berichteten über die Vorwürfe.